# Bulbophyllum abbrevilabium
Bulbophyllum abbrevilabium é uma espécie de orquídea (família Orchidaceae) pertencente ao gênero Bulbophyllum. Foi descrita por Archie Carr em 1932.